# Segell de Montana
El Gran Segell de l'Estat de Montana és un dels símbols d'aquest estat i va ser aprovat el 1865, quan Montana era un Territori dels Estats Units. Un cop es va convertir en estat el 1889, es va decidir utilitzar el mateix escut. El 1891, es van fer propostes per fer canvis o adoptar un nou segell, cap de les quals va ser aprovada. La corona circular del segell conté el text The Great Seal of the State of Montana (El Gran Segell de l'Estat de Montana). El cercle interior conté una pala, un pic i una arada, simbolitzant la Montana agrícola i de riquesa mineral. L'estendard a la part inferior inclou el lema d'Oro y Plata en Castellà (Or i plata), si bé es va considerar canviar-lo per El Dorado.